# هیزل اسکگز
هیزل آن قازاریان اسکگز (۲۶ اوت ۱۹۲۰ – ۴ مارس ۲۰۰۵) نویسنده، آهنگساز و مربی موسیقی آمریکایی بود که در آموزش پیانو تخصص داشت. او با نام هیزل قازاریان منتشر می‌کرد.

## زندگی‌نامه
قازاریان در بوستون از والدین ارمنی، سیران باردزبانیان و هاگوپ قازاریان به دنیا آمد. او با پل اسکاگز ازدواج کرد. او دیپلم آموزش از کنسرواتوار موسیقی نیوانگلند؛ لیسانس و فوق لیسانس روان‌شناسی از دانشگاه فیلی دیکینسون و دیپلم هنری از کالج موسیقی آمریکا دریافت کرد. او همچنین در دانشگاه‌های کلرادو، مینه‌سوتا و ویسکانسین تحصیل کرد. معلمان او شامل دکتر کلارنس آدلر، هاوارد گودینگ، ارنست لوی و گلادیس آندریچک بودند.
در دوران تحصیل در کنسرواتوار نیوانگلند، قازاریان داستان‌های کوتاهی برای بوستون پست و بسیاری از مجلات حرفه‌ای نوشت. او به هنر آموزش پیانو (ویرایش شده توسط دنس آگای) کمک کرد. او یک شماس در کلیسای پروتستان ارمنی بود و به رقص‌های محلی به عنوان یک سرگرمی علاقه داشت.
قازاریان به عنوان یک مربی موسیقی، تأثیر زیادی بر دانش‌آموزان خود گذاشت و بسیاری از آن‌ها را به سمت حرفه‌های موفق در موسیقی هدایت کرد. او به‌طور منظم در کنفرانس‌های موسیقی شرکت می‌کرد و به عنوان سخنران مهمان در دانشگاه‌های مختلف حضور داشت. او همچنین در توسعه برنامه‌های آموزشی برای کودکان و نوجوانان نقش داشت و تلاش می‌کرد تا موسیقی را به عنوان یک ابزار آموزشی و تربیتی معرفی کند. قازاریان همچنین به نوشتن مقالاتی در زمینه آموزش موسیقی ادامه داد و در مجلات معتبر موسیقی به چاپ رساند. او به عنوان یک پیشگام در زمینه آموزش پیانو شناخته می‌شود و آثارش همچنان در برنامه‌های آموزشی موسیقی مورد استفاده قرار می‌گیرد. علاوه بر این، او به عنوان یک آهنگساز، قطعاتی را برای پیانو و آواز خلق کرد که در کنسرت‌های مختلف اجرا شده‌اند. علاوه بر این موارد قازاریان به عنوان یک فعال اجتماعی، در جامعه ارمنی‌های آمریکا فعالیت داشت و به حفظ و ترویج فرهنگ و هنر ارمنی کمک می‌کرد.
او عضو و دارای سمت در چندین سازمان حرفه‌ای بود، از جمله:
- انجمن آهنگسازان، نویسندگان و ناشران آمریکایی (ASCAP)[۶]
- انجمن ملی معلمان پیانو (رئیس ملی ۱۹۶۴–۱۹۹۲)[۶]
- کنگره معلمان پیانو شهر نیویورک (رئیس ۱۹۷۵–۱۹۷۹)[۹]
- انجمن معلمان حرفه‌ای موسیقی نیوجرسی (هیئت مدیره ۱۹۸۷).[۱]

انجمن معلمان حرفه‌ای موسیقی نیوجرسی مسابقه یادبود پیانو هیزل قازاریان اسکگز را تأسیس کرد که همچنان ادامه دارد. کنگره معلمان پیانو جوایز هیزل قازاریان اسکگز را به دانشجویان برجسته اهدا می‌کند.
موسیقی و نوشته‌های قازاریان توسط شرکت موسیقی بوستون، کارل فیشر موسیقی، شرکت نشر موسیقی سنچری، شرودر و گونتر، سامی-برچارد و شرکت موسیقی ویلیس منتشر شد. او تعدادی آهنگ برای سوپرانو ساخت.
قازاریان همچنین به عنوان یک نویسنده و محقق در زمینه موسیقی، به بررسی و تحلیل آثار موسیقی کلاسیک و معاصر پرداخت. او در مقالات خود به بررسی تأثیرات فرهنگی و تاریخی موسیقی بر جامعه پرداخت و تلاش کرد تا ارتباط بین موسیقی و هویت فرهنگی را برجسته کند. او همچنین در پروژه‌های تحقیقاتی بین‌المللی شرکت کرد و با موسیقی‌دانان و محققان در سراسر جهان همکاری‌هایی داشت. قازاریان به عنوان یک سخنران برجسته در کنفرانس‌های بین‌المللی موسیقی شناخته می‌شد و به ترویج تبادل فرهنگی از طریق موسیقی اعتقاد داشت. او همچنین به عنوان یک مشاور در برنامه‌های آموزشی موسیقی در مدارس و دانشگاه‌ها فعالیت داشت و به توسعه روش‌های نوین آموزش موسیقی کمک کرد. قازاریان به عنوان یک شخصیت تأثیرگذار در جامعه موسیقی، به ترویج ارزش‌های انسانی و فرهنگی از طریق هنر موسیقی ادامه داد و همچنین هیزل آن قازاریان اسکگز به عنوان یک الگو برای نسل‌های آینده موسیقی‌دانان شناخته می‌شود. مقالات و آهنگ‌های او برای پیانو شامل:

## مقالات
- «فرضیه‌ای و نگاهی به درون» (Piano Quarterly)[۱۵]
- «درخواست برای دانش‌آموز انتقالی» (Music Journal)[۱۶]
- «تمرکززدایی در موسیقی ضروری است!» (The Etude)[۱۷]
- «آموزش گروهی پیانو» (Journal of the American Liszt Society)[۱۸]
- «چگونه می‌توانیم مبتدی را نجات دهیم؟» (Music Journal)[۱۶]
- «آیا درس جبرانی ضروری است؟» (Music Journal Anthology)[۱۹]
- «معلمان زاده نمی‌شوند» (Music Journal)[۱۶]
- «کنسرت‌های دانش‌آموزی چه می‌شود؟» (Music Journal)[۱۶]

## پیانو
- پرواز به ماه[۱۳]
- برداشت‌های برف[۲۰]
- بانوی آبی کوچک[۱۳]
- دختر کوچکی از مریخ[۱۲]
- جیرجیرک شاد[۱۳]
- رقصنده کوچک[۲۰]
- والس شبح[۱۳]
- دلقک خال‌خالی[۲۰]
- پیش‌درآمد و فوگ[۶]
- سونات[۶]
- باران بهاری[۲۰]
- شست‌ها زیر (کتاب تمرین)[۶]
- توکاتینا[۱۴]